# Jörg Hacker

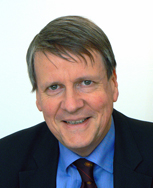
Jörg Hinrich Hacker

Jörg Hinrich Hacker (* 13. Februar 1952 in Grevesmühlen) ist ein deutscher Biologe. Von 2008 bis 2010 war er Präsident des Robert Koch-Instituts. Bis Ende Februar 2020 war er Präsident der Deutschen Akademie der Naturforscher Leopoldina.

## Leben
Jörg Hacker studierte von 1970 bis 1974 Biologie an der Martin-Luther-Universität Halle und absolvierte 1979 die Promotion A. 1980–1988 war er wissenschaftlicher Mitarbeiter an der Julius-Maximilians-Universität Würzburg, an der er sich 1986 für Mikrobiologie habilitierte. 1988–1993 war er Professor für Mikrobiologie an der Universität Würzburg. 1993 wechselte er auf den Lehrstuhl für Molekulare Infektionsbiologie. Den Vorstand des Würzburger Instituts hatte er bis 2008 inne. Von 2003 bis 2009 übernahm er das Amt des Vizepräsidenten der Deutschen Forschungsgemeinschaft. Von März 2008 bis März 2010 hatte er als Nachfolger Reinhard Kurths das Präsidentenamt des Robert Koch-Instituts inne. Am 1. Oktober 2009 wurde Hacker zum Präsidenten der Deutschen Akademie der Naturforscher Leopoldina – Nationale Akademie der Wissenschaften in Halle (Saale) gewählt. Die feierliche Amtsübergabe fand am 26. Februar 2010 statt, so dass er sein Amt am 1. März 2010 antrat. 2014 wurde er für fünf Jahre (2015–2020) wiedergewählt.
2013 wurde Hacker in den wissenschaftlichen Beirat (Scientific Advisory Board) des Generalsekretärs der Vereinten Nationen berufen.
Zudem ist er Vorsitzender des Stiftungsrats der Arthur-Burkhardt-Stiftung für Wissenschaftsförderung.

## Wirken
Seine Hauptarbeitsgebiete sind die molekularbiologische Analyse bakterieller Krankheitserreger (unter anderem von Pathogenitätsinseln), Untersuchungen zu deren Ausbreitung und Variabilität sowie Wechselwirkungen mit Wirtszellen. Von 2001 bis 2008 war er Co-Koordinator des BMBF-Programms PathoGenoMik und PathoGenoMik Plus. Von 2005 bis 2010 koordinierte er das EU-Programm EuroPathoGenomics (6. Rahmenprogramm der EU, „Network of Excellence“). Von 2006 bis 2010 war Jörg Hacker Mitglied und stellvertretender Sprecher des Transregio-Sonderforschungsbereichs 34 „Pathophysiologie an Staphylokokken“, Universitäten Greifswald, Tübingen und Würzburg. Von 2007 bis 2010 war er Sprecher des Projektbereichs „E. coli“ im Verbund ERA-NET PathoGenoMics (Europäische Kooperation und Koordination von Genomsequenzierungen und funktionellen Genomics humanpathogener Mikroorganismen).

## Verliehene Mitgliedschaften
Hacker ist u. a. Mitglied der folgenden Organisationen:
- Korrespondierendes Mitglied der Collegium Europaeum Jenense (1991)
- Ehrenmitglied der Hungarian Society for Microbiology (1995)
- Deutsche Akademie der Naturforscher Leopoldina (1998)
- Akademie der Wissenschaften zu Göttingen (2003)
- European Molecular Biology Organization (EMBO) (2003)
- American Academy of Microbiology (AAM) der American Society for Microbiology (2004)
- Bayerische Akademie der Wissenschaften (2006)
- Ehrenmitglied der Hungarian Scientific Academy (2007)
- Ehrenmitglied des Kitasato Instituts, Tokio, Japan (2010)
- Deutsche Akademie der Technikwissenschaften – acatech (2010)
- Indian National Science Academy (2010)
- Berlin-Brandenburgische Akademie der Wissenschaften (2010)
- Academia Europaea (2009)[8]
- Auswärtiges Wissenschaftliches Mitglied des Max-Planck-Instituts für Infektionsbiologie (2011)
- Mitglied in der Ethikkommission für eine sichere Energieversorgung der deutschen Bundesregierung (2011)
- Mitglied im „Scientific Advisory Board“ der Vereinten Nationen (2013)

## Ehrungen
- 1985: Förderpreis der Deutschen Gesellschaft für Hygiene und Mikrobiologie
- 1988: Akademiepreis der Akademie der Wissenschaften zu Göttingen
- 1992: Universitätsmedaille der Universität Helsinki
- 1994: Preis der Deutschen Gesellschaft für Hygiene und Mikrobiologie (DGHM)
- 2001: Carus-Medaille der Deutschen Akademie der Naturforscher Leopoldina
- 2002: Carus-Preis der Stadt Schweinfurt
- 2002: Ehrendoktorwürde der Universität Umeå, Schweden
- 2004: Ehrendoktorwürde der Universität Pécs, Ungarn
- 2005: Fellow „Sackler Institute for Advanced Studies“, Tel Aviv, Israel
- 2006: Lwoff Award der Federation of European Microbiological Societies (FEMS)
- 2008: Gay-Lussac-Humboldt-Wissenschaftspreis
- 2008: Arthur-Burkhardt-Preis der Arthur-Burkhardt-Stiftung für Wissenschaftsförderung
- 2009: Ehrensenator der Universität Würzburg
- 2009: Verdienstkreuz am Bande der Bundesrepublik Deutschland
- 2010: Honorarprofessur der Ernst-Moritz-Arndt-Universität Greifswald[9]
- 2012: Bayerischer Maximiliansorden für Wissenschaft und Kunst[10]
- 2012: Ehrendoktorwürde der Universität Tel Aviv[11]
- 2014: Ehrenbürgerschaft der Stadt Grevesmühlen
- 2021: Verdienstorden des Landes Sachsen-Anhalt
- 2022: Robert-Koch-Medaille

## Festschrift
- Gerald Haug, Diethard Tautz (Hrsg.) : Von Bakterien, Menschen und Wissenschaften : Symposium anlässlich des 70. Geburtstages des XXVI. Präsidenten der Leopoldina Jörg Hacker, Halle (Saale) : Deutsche Akademie der Naturforscher Leopoldina 2023, URN: urn:nbn:de:101:1-2023072603161262560858, DOI:10.26164/leopoldina_10_00814, URL https://levana.leopoldina.org/receive/leopoldina_mods_00814 (Verlag) (kostenfrei zugänglich) (auch Druckausgabe)